# ناوشکن کلاس یاماگامو
ناوشکن کلاس یاماگامو (به انگلیسی: Yamagumo-class destroyer) یک کلاس از کشتی است که طول آن Yamagumo class می‌باشد.